# 문남열
문남열(1978년 10월 17일 ~ )은 삼성 라이온즈, 현대 유니콘스에서 뛰었던 전 야구 선수다. 마산상업고등학교를 졸업했다.

## 기록
- 1999년: 29경기 2승 1패 ERA 6.86
- 2002년: 7경기 ERA 6.57
- 2003년: 1경기 ERA 9.00

## 등번호
- 69 (1997~2001)
- 14 (2002~2003)

## 같이 보기
- 2002년 삼성 라이온즈 시즌